# 가오진쑤메이
가오진쑤메이(중국어 정체자: 高金素梅, 병음: Gāo Jīn Sùméi, 언어 오류(tay): Ciwas Ali 지와스 아리, 1965년 9월 21일~)는 중화민국의 배우, 가수, 정치인이다. 타이중현 허핑향 출신으로 2002년부터 산지 원주민 선거구 입법의원으로 활동하고 있다.